# Norra Hwanghae
Norra Hwanghae är en provins i Nordkorea. Provinsen gränsar till Pyongyang och Södra P'yongan i norr, Kangwon i öst, Kaesong i söder och Södra Hwanghae i sydväst. Provinshuvudstaden är Sariwŏn. Provinsen Norra Hwanghae bildades år 1954 när den forna Hwanghaeprovinsen delades i Norra och Södra Hwanghae.
Provinsen är även uppdelad i tre städer (si) och sexton landskommuner (kun).

## Städer
- Sariwŏn-si (사리원시; 沙里院市)
- Kaesŏng-si (개성시; 開城市)
- Songnim-si (송림시; 松林市)

## Landskommuner
- Changp'ung-gun (장풍군; 長豐郡)
- Hwangchu-gun (황주군; 黃州郡)
- Insan-gun (인산군; 麟山郡)
- Kaep'ung-gun (개풍군; 開豐郡)
- Koksan-gun (곡산군; 谷山郡)
- Kŭmch'ŏn-gun (금천군; 金川郡)
- Pongsan-gun (봉산군; 鳳山郡)
- P'yŏngsan-gun (평산군; 平山郡)
- Singye-gun (신계군; 新溪郡)
- Sinp'yŏng-gun (신평군; 新坪郡)
- Sŏhŭng-gun (서흥군; 瑞興郡)
- Suan-gun (수안군; 遂安郡)
- Tosan-gun (토산군; 兎山郡)
- Ŭnp'a-gun (은파군; 銀波郡)
- Yŏnsan-gun (연산군; 延山郡)
- Yŏntan-gun (연탄군; 燕灘郡)